# Lijst van langste pontificaten

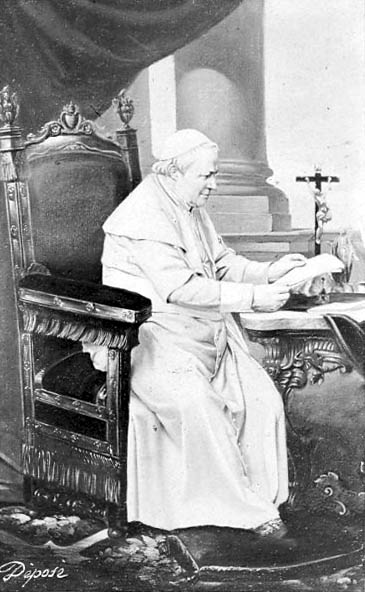
Paus Pius IX

Dit is een lijst van de tien langste pontificaten van pausen uit de Rooms-Katholieke Kerk. Een pontificaat is de ambtsperiode van een paus. Los van Petrus geldt de regeerperiode van Pius IX als de langste in de geschiedenis.
| #  | Naam paus          | Periode                             | Ambtsperiode         |
| -- | ------------------ | ----------------------------------- | -------------------- |
| 1  | Pius IX            | 16 juni 1846 – 7 februari 1878      | 31 jaar en 236 dagen |
| 2  | Johannes Paulus II | 16 oktober 1978 – 2 april 2005      | 26 jaar en 168 dagen |
| 3  | Leo XIII           | 20 februari 1878 – 20 juli 1903     | 25 jaar en 150 dagen |
| 4  | Pius VI            | 15 februari 1775 – 29 augustus 1799 | 24 jaar en 195 dagen |
| 5  | Adrianus I         | 1 februari 772 – 25 december 795    | 23 jaar en 328 dagen |
| 6  | Pius VII           | 14 maart 1800 – 20 augustus 1823    | 23 jaar en 159 dagen |
| 7  | Alexander III      | 7 september 1159 – 30 augustus 1181 | 21 jaar en 357 dagen |
| 8  | Silvester I        | 31 januari 314 – 31 december 335    | 21 jaar en 334 dagen |
| 9  | Leo I              | 29 september 440 – 10 november 461  | 21 jaar en 42 dagen  |
| 10 | Urbanus VIII       | 6 augustus 1623 – 29 juli 1644      | 20 jaar en 358 dagen |